# یواس‌اس افری (ای‌ام‌سی-۱۱۲)
یواس‌اس افری (ای‌ام‌سی-۱۱۲) (به انگلیسی: USS Affray (AMc-112)) یک کشتی بود که طول آن ۸۹ فوت ۶ اینچ (۲۷٫۲۸ متر) بود. این کشتی در سال ۱۹۴۱ ساخته شد.